# Joaquín de Arteaga y Echagüe
 Joaquín Ignacio de Arteaga y Echagüe (San Sebastián, 5 de septiembre de 1870-Madrid, 4 de enero de 1947) fue un noble, político y parlamentario español, jefe de la Casa del Infantado y por lo tanto, XVII duque del Infantado.

## Biografía
Nació en San Sebastián el 5 de septiembre de 1870, como el único hijo varón del general Andrés Avelino de Arteaga y Silva, VII marqués de Valmediano, y María de Belén Echagüe y Méndez de Vigo, hija del I conde de Serrallo. En 1882, su padre heredó de su tío abuelo Mariano Téllez-Girón (fallecido sin hijos) el ducado del Infantado (GEPC) y otros siete títulos debido a que la Corona no deseaba que los numerosos honores del fallecido duque pasarán a un único heredero. Estudió con los jesuitas en Chamartín de la Rosa y en el Collège de Namur, en Bélgica.
En 1894, su padre le cedió el condado de Corres y el marquesado de Santillana, título histórico de los herederos del Infantado. Aprovechó su fortuna para realizar empresas industriales, Hidráulicas Santillana, CEGUI. Partidario de la neutralidad en la Primera Guerra Mundial, fue diputado durante veinticinco años y senador durante el reinado de Alfonso XIII. Era gentilhombre grande de España con ejercicio y servidumbre de este último monarca, a quien le unía una íntima amistad, formando parte de su círculo más cercano.
Joaquín de Arteaga falleció en 1947.

### Matrimonio y descendencia
Casó con Isabel Falguera y Moreno (1875-1968), III condesa de Santiago.
- María Belén de Arteaga y Falguera (1899-1994), XVIII marquesa de Távara, XI marquesa de Laula.
- Andrés Avelino de Arteaga y Falguera (1901-1902)
- María Cristina de Arteaga y Falguera (1902-1984) —en proceso de beatificación— historiadora y monja jerónima.
- Íñigo de Loyola de Arteaga y Falguera (1905-1997), XVIII duque del Infantado, XIV duque de Francavilla, XIX marqués de Santillana, XVII marqués de Cea, XIII marqués de Armunia, XIII marqués de Estepa, marqués de Ariza y marqués de Vivola, X marqués de Monte de Vay, IX marqués de Valmediano, XII conde de la Monclova, VI conde de Corres, y IV conde de Santiago, casado en primeras nupcias con Ana Rosa Martín y Santiago-Concha, y en segundas nupcias con María Cristina Salamanca y Caro, VII condesa de Zaldívar.
- Sofía de Arteaga y Falguera (1907-1920).
- Jaime de Arteaga y Falguera (1908-1938), XVI conde del Cid, y V conde de Serrallo.
- María Teresa de Arteaga y Falguera (1909-1962), XII marquesa de La Eliseda, casada con Francisco de Asís Moreno y Herrera, VI conde de los Andes.
- Elisa de Arteaga y Falguera (1912-2008), XVI condesa de Ampudia, casada con Alfonso Casans Gómez.
- Francisco de Borja de Arteaga y Falguera (1916-1937).

## Patrimonio

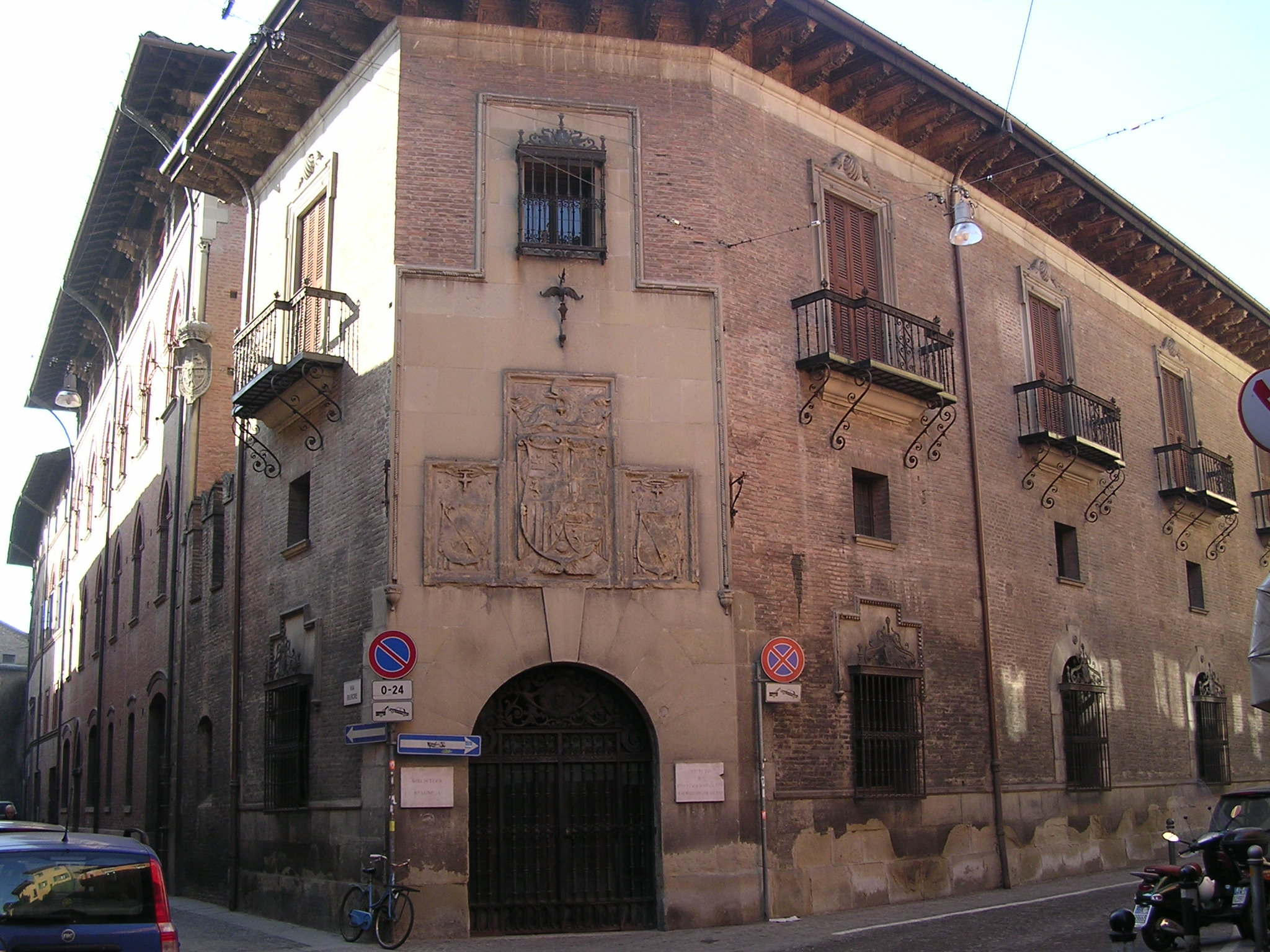
Vista exterior del Colegio Español de San Clemente en Bolonia.

Sus inquietudes artísticas de mecenas le hicieron comprar y restaurar muchas antiguas posesiones de los duques del Infantado; así, restauró el castillo de Viñuelas y el de Manzanares el Real, compró el castillo de La Calahorra en 1913 e intentó trasladarlo a Madrid. También lo hizo con el Palacio de los Lazcano y el castillo de Requesens. En Granada, adquirió el Carmen de los Mártires tras la crisis financiera de 1929.
Restauró el Colegio Español de San Clemente en Bolonia (Italia).

## Parlamentario
- Diputado electo por el distrito de Zumaya (Guipúzcoa) en las elecciones celebradas el 5 de abril de 1896, obteniendo 3168 votos de un total de 3172.[1]
- Diputado electo por el distrito de Zumaya (Guipúzcoa) en las elecciones celebradas el 27 de marzo de 1898, obteniendo 2756 votos de un total de 2757.[2]
- Diputado electo por el distrito de Zumaya (Guipúzcoa) en las elecciones celebradas el 16 de abril de 1899, obteniendo 2829 votos de un total de 2840.[3]
- Diputado electo por el distrito de Zumaya (Guipúzcoa) en las elecciones celebradas el 16 de mayo de 1901, obteniendo 2358 votos de un total de 2358.[4]
- Procurador en Cortes designado por el jefe del Estado durante la I Legislatura de las Cortes Españolas (1943-1946).[5]

## Títulos nobiliarios
Joaquín de Arteaga ostentó los siguientes títulos nobiliarios españoles:
- xvii duque del Infantado,
- xviii marqués de Santillana,
- xv marqués de Cea,
- xii marqués de Armunia,
- xii marqués de Ariza,
- xii marqués de Estepa,
- xii marqués de Vivola,
- xi marqués de la Eliseda (por rehabilitación a su favor en 1921),
- x marqués de Laula (por rehabilitación a su favor en 1913),
- ix marqués de Monte de Vay (por rehabilitación en 1913),
- viii marqués de Valmediano,
- xx conde de Saldaña
- xviii conde de Real de Manzanares,
- xv conde del Cid (por rehabilitación a su favor en 1921),
- xv conde de Ampudia
- xi conde de la Monclova,
- xiii conde de Santa Eufemia,
- v conde de Corres,
- iv conde de Serrallo,
- xxvi señor de la Casa de la Vega
- xxiii señor de la Casa de Lazcano.
- Almirante de Aragón.